# 보고타: 마지막 기회의 땅
"보고타: 마지막 기회의 땅"(영어: Bogota: City of the Lost)은 2024년 공개된 대한민국의 범죄 드라마 영화이다.

## 출연
- 송중기 : 송국희 역
- 이희준 : 전수영 역
- 권해효 : 박 병장(본명: 박장수) 역
- 박지환 : 작은 박 사장 역
- 조현철 : 재웅 역
- 김종수 : 송근태 역
- 김태백 : 한상인 역
- 후아나 델리오 : 카를라 역
- 크리스탈 아파리시오 : 마리아나 역
- 임성재 : 봉식 역
- 김호정 : 국희 어머니 역
- 이준희
- 정종준 : 닥터 홍 역
- 살바도르 브리지스 : 카를로스 역
- 페르난도 알베르토 라라 사발라 : 알레한드로 역

## 촬영 기간
- 2020년 1월 20일 ~ 2021년 10월 6일

## 참고 사항
- 송중기는 아내 쪽(처가) 친척들이 아직 콜롬비아에 거주 중이라고 한다. 아내 케이티 루이즈 손더스도 콜롬비아 국적이 있다.